# Antoine de Sartine
Antoine Raymond Juan Gualbert Gabriel de Sartine (ou Sartines), comte d’Alby (Barcelone, 12 juillet 1729 – Tarragone, 7 septembre 1801) est un homme politique français, conseiller (1752), puis lieutenant criminel du Châtelet (1755), il est lieutenant général de police (1759–1774), et enfin ministre de la Marine sous Louis XVI.

## Biographie

### Origines
Son père, Antoine Sartine ou Sardine, bourgeois de Lyon, fils d'épicier devenu financier, est établi en Espagne au début du XVIIIe siècle où il jouit des faveurs de Philippe V. Chargé du ravitaillement des troupes françaises pendant la guerre de Succession d'Espagne, il en vient à siéger au conseil des finances du roi, qui lui accorde le titre de chevalier. Il est nommé intendant en Catalogne.
Il prend pour épouse Catherine White, comtesse d'Alby, dame d'honneur de la reine d'Espagne, fille de Ignatius White, secrétaire d'État pour le royaume d'Irlande.

### Les premières années françaises
Antoine Raymond de Sartine fut envoyé se former auprès de Charles Colabeau, homme d'affaires et ami de son père. Il obtient des lettres de nationalité en 1752, achète la charge de lieutenant criminel au Châtelet la même année, il est anobli en 1755, et épouse, en 1759, la petite-fille de Charles Colabeau, Marie-Anne Hardy du Plessis.
Après cela, bien en cour, il est nommé successivement aux offices de lieutenant général de police (du 22 novembre 1759 au mois de mai 1774), de maître des requêtes (9 décembre 1759), et quelques années plus tard de directeur de la Librairie (1763–1774). En 1767, il est nommé conseiller d'État.

### La lieutenance générale de police
S'attachant à améliorer les services de la capitale, notamment ceux de l'approvisionnement (il active la construction de la halle au blé), de l'éclairage, il fait installer des lanternes à réverbère qui contribuent à améliorer la sécurité publique, et substitue également aux tripots clandestins des maisons de jeu surveillées par ses agents et taxées au profit du fisc.

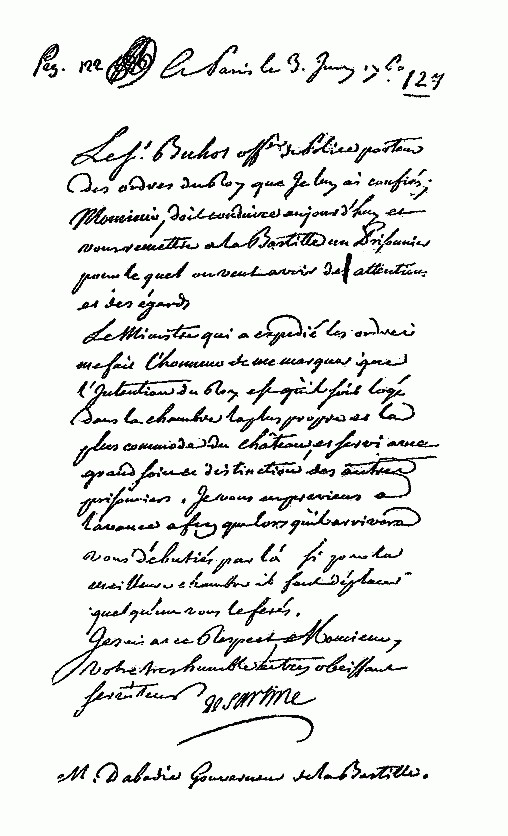
Lettre de cachet signée : de Sartine (1759).

Excellent administrateur, habile politique, Sartine se préoccupe aussi des problèmes d’hygiène, d’approvisionnement et de police en général durant sa lieutenance.
Les libelles fleurissent. Au mois de juillet 1773, Théveneau de Morande qui est devenu une des « créatures » du clan Choiseul s’attaque alors à la favorite royale, Madame du Barry : Choiseul bien qu’en disgrâce continue le combat…  Sartine s’en agace et fait perquisitionner les libraires pour connaître l’éditeur. Finalement Théveneau est localisé à Londres, son arrestation échoue, c’est Beaumarchais qui sera envoyé début 1774 pour négocier avec le libelliste.
Des libelles lui prêtent des manœuvres occultes, l'accusant d'avoir entretenu un « cabinet noir » ; nombres d'ouvrages révolutionnaires devaient lui supposer un réseau d'informateurs dans la capitale. Ainsi, pour Pierre Manuel :

« lorsque le libertin de Sartine poursuivait les citoyens jusque sous leurs toits tutélaires qu’il épiait même les secrets honteux de leurs nuits, ce n'était que pour égayer un roi, plus libertin encore, de toutes les nudités du vice ; c'était pour fournir à son maître des exemples et des excuses, comme si son autorité et sa conscience en avaient eu besoin ! »

### Le secrétaire d'État à la Marine
En 1774, Louis XVI écrit de Compiègne une lettre par laquelle il annonce la nomination de deux nouveaux ministres, Turgot et Sartine.  Le souverain ajoute : « Je voudrais pouvoir récompenser ainsi tous les grands talents qui honorent leur siècle en contribuant à la civilisation et au bien-être des peuples. »
Proche du « parti Choiseul », Sartine accède au secrétariat d’État à la Marine en août 1774, place qu'il occupe jusqu'en octobre 1780. Il tente alors de rationaliser l'administration de la Marine. Ainsi, il s'intéresse de près aux fonderies en créant en particulier celle de l'Indret. Il confie au chevalier de Fleurieu la direction des ports et des arsenaux royaux. Sartine entreprend là aussi de grandes réformes mises au point par sept ordonnances en 1776. La haute main sur la Marine est donnée aux officiers au détriment des administrateurs civils. Les constructions navales sont activement poussées. Enfin, la qualité du corps des officiers, recrutés surtout dans la noblesse (comme Charles Louis du Couëdic et ses trois neveux par exemple), est même considérablement améliorée. Cette politique devait porter ses fruits lors de la guerre d'indépendance américaine dans laquelle il mit à profit son expérience du renseignement acquise dans la Police. Les historiens évoquent une « phase de Sartine » qui aurait précédé une « phase Castries » dans la chronologie des opérations militaires.
Au début de la guerre d'indépendance américaine, la France avance masquée. On confie un million de livres à Beaumarchais pour faire parvenir des munitions et des volontaires aux Américains. Le premier départ, le 14 décembre 1777, du Havre, est un fiasco : seul un navire gagne le large avec le colonel Tronson du Coudray à bord. Devant les risques des navires de commerce, Sartine met en place des convois obligatoires qui retardent les départs, mais assurent la sécurité. Les navires armés par Jean Peltier Dudoyer, pour le compte de Beaumarchais et Montieu, ont toutes les difficultés à former leurs équipages, la "Royale" est privilégiée. La destination officielle des bateaux aidant les Américains est Saint-Domingue, le plus souvent. La situation est tendue pour les armateurs jusqu'au traité d'alliance avec les États-Unis, alors le Ministère de la Marine les sollicitent, on les incite à armer leurs navires en leur accordant des commissions "Guerre et marchandises". Et le départ du Lion, corsaire armé à Nantes pour les Américains, par Jean Peltier Dudoyer, devient possible. Au large il sera rebaptisé le Deane.
À la fin du XVIIIe siècle, de plus en plus de Noirs sont présents en métropole, en majorité des esclaves venant des colonies, employés comme domestiques ou envoyés de force par leurs maîtres pour se former à certains métiers. Bien que l'esclavage soit interdit sur le sol de France depuis l'édit de 1315, il existait des dérogations permettant leur présence temporaire, toutefois cette législation est mal respectée. Afin de contrôler la population des Noirs et mulâtres, libre ou non, le gouvernement met en place en 1777 une « police des Noirs » dans une déclaration rédigée par Antoine de Sartine. Elle s'accompagne de la création de « dépôts des Noirs », lieux de détention provisoire conçus pour retenir la personne de couleur « à son arrivée dans le port […] & y demeurer jusqu’à ce qu’[elle] puisse être rembarqué[e] ».

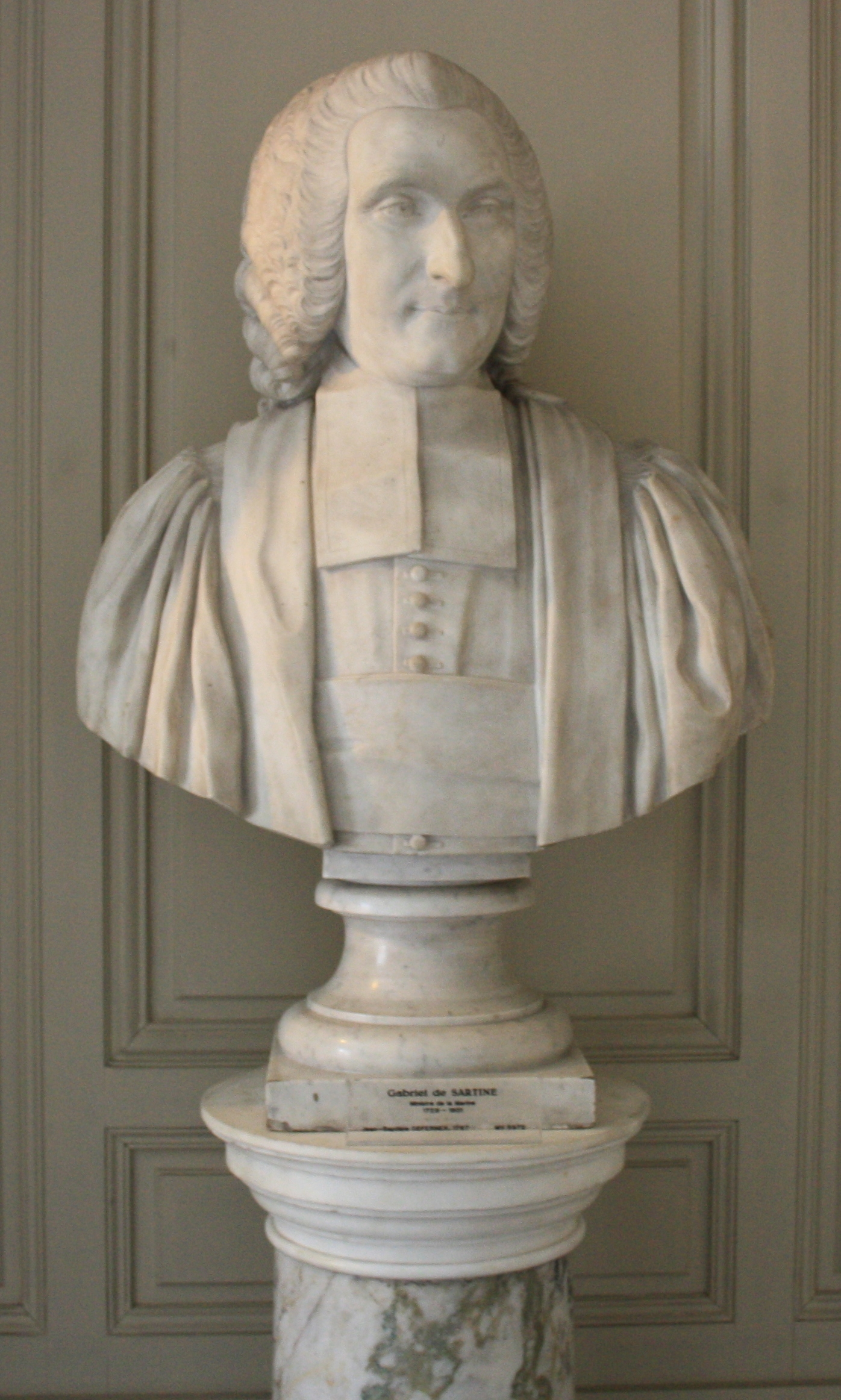
Buste d'Antoine Gabriel de Sartine par J-B. Defernex, le petit appartement du roi, château de Versailles, 1767.

Sartine fait preuve de modernisme, il décide de faire doubler de cuivre l’escadre de Ternay, ce qui protège les coques et améliore la vitesse des navires. Il ne sait pourtant pas endiguer le gaspillage de ses officiers. En 1780, accusé par Necker de détournement dans les caisses de l'État — on parle d'une somme de vingt millions —, il est disgracié le 14 août de la même année par Maurepas. En fait, Sartine est un ministre honnête mais qui a laissé déraper les dépenses de guerre et a émis des emprunts au profit de la Marine sans en informer le ministre des finances et le roi. Louis XVI lui accorde néanmoins une gratification de 150 000 livres et une pension de 70 000 livres.
Détesté pour son usage « arbitraire » des lettres de cachet, stigmatisé par les libellistes, inquiété lors des événements de 1789, il émigre dès 1790 en Espagne où il meurt en 1801 sans revoir la France. Il évite ainsi le sort de son fils, Charles-Louis-Antoine de Sartine, et de sa bru, qui, restés à Paris en dépit de ses objurgations, seront guillotinés au procès des chemises rouges, le 29 prairial an II (17 juin 1794).

## Blason
D'or à la bande d'azur, chargée de trois sardines d'argent.

## Dans la fiction
- Antoine de Sartines est un des personnages de Joseph Balsamo, le roman d'Alexandre Dumas et est interprété par François Maistre dans la mini-série française Joseph Balsamo.
- Il apparaît dans la série de romans du commissaire aux morts étranges d'Olivier Barde-Cabuçon.
- En 1996, Jean-François Balmer a incarné Antoine Raymond de Sartine dans le film Beaumarchais, l'insolent d'Édouard Molinaro aux côtés de Fabrice Luchini dans le rôle-titre.
- Sartine apparaît dans les fonctions de lieutenant général de police, supérieur hiérarchique direct de Nicolas Le Floch, puis de ministre de la Marine, dans la série policière historique Nicolas Le Floch, de Jean-François Parot. Son personnage est ensuite incarné, à partir de 2008, par François Caron, dans la série télévisée Nicolas Le Floch, adaptée des romans.